# Ricardo Cardoso
Ricardo Sampaio Cardoso (ur. 5 sierpnia 1963 w Santosie, zm. 28 kwietnia 1991 tamże) – brazylijski judoka. Olimpijczyk z Seulu 1988, gdzie zajął dwudzieste miejsce w wadze półlekkiej. 

## Letnie Igrzyska Olimpijskie 1988
| Konkurencja | Eliminacje             | Klas. końcowa |
| Konkurencja | Przeciwnik I           | Miejsce       |
| ----------- | ---------------------- | ------------- |
| 65 kg       | Pavel Petřikov (TCH) P | 20.           |